# 王著 (书法家)
王著（10世纪？—990年），字知微，祖籍京兆渭南，自称唐朝宰相石泉公王方庆之后，五代十国至北宋官员。祖父王贲，广明年间跟随唐僖宗入蜀，为成都人。王贲在王建的前蜀担任雅州刺史。其父王景环，万州别驾。
王著在后蜀明经及第，历任平泉、百丈、永康主簿。后蜀灭亡，他在北宋担任隆平主簿十一年。王著善书法，笔迹甚媚，颇有家法。太平兴国三年（978年），转运使侯陟推荐他，改卫尉寺丞、史馆祗候，让他详定篇韵。太平兴国六年（981年），宋太宗召见，赐绯服，加著作佐郎、翰林侍书与侍读，入直御书院。雍熙二年（985年），任为左拾遗，出使高丽，授高丽成宗王治检校太傅、依前使持节玄菟州诸军事、玄菟州都督、充大顺军使、高丽国王、加食邑一千户。端拱初年，加殿中侍御史。端拱二年（989年），赐金紫。次年，去世，录用其子王嗣复为奉礼郎。